# Šentpeter (Celovec)
Šentpeter pri Celovcu (nemško St. Peter ali St. Peter-Welzenegg) je 10. okraj na koroške deželne prestolnice Celovec.

## Geografija
Šentpeter leži vzhodno od središča mesta Celovec. Na jugu meji okraj na okraj Šentrupert pri Celovcu, na zahodu sledi meja črti Žrelška cesta - Rajhenberška cesta - Velikovška cesta - reka Glina kjer meji na Velikovško predmestje Celovca. Na severu sledi meja črti Ulica nasipa - Karl Friedrich Gaußova cesta - prečka poletno stezo čletališča - sledi črti Draženjevaške ceste - zajame kraj Veternica - prečka zopet poletno stezo letališča - sledi stari mestni meji in Šentjakobske cete, kjer meji na občino Žrelec.

### Reka Glina
Reka Glina teče skozi IX. mestni okraj Trnja vas in priteče v Šentpeter na severo-zahodu, teče v jugovzhodni smeri do Žrelca. Litografija z motivom mlina lepo kaže, kako je nekoč tekla reka skozi Belcenek.

## Zgodovina
15. oktobra 1938 je bil Šentpeter priključen mestu Celovec, prej je bil del venca povsem slovenskib okoliških vasi okrog dvojezičnega mesta.

## Upravna ureditev
Šentpeter je sestavljen iz dveh katastrskih občin, ki obsegajo sledeča naselja):
- Šentpeter pri Žrelcu (St. Peter bei Ebenthal):
  - Ladine (Ladinach), Limarče (Limmersach, Šentpeter (St. Peter)
- Belcenek (Welzenegg):
  - Vrese (Haidach), Zgornje Vrese (Oberhaidach), Belcenek (Welzenegg), Veternica (Witternitz)

## Slovenske izobraževalne ustanove
V Šentpetru se nahajajo nekatere osrednje izobraževalne ustanove mesta Celovec, saj je mesto že od nekdaj tudi slovenski politično in kulturno središče ter kraj bivanja številnih koroških Slovencev, tako domačinov kot tudi priseljencev iz ostalih krajev Južne Koroške. prav te izobraževlane ustanove, ki so večinoma nastale zaradi ustavne obveznosti republike Avstrije, vse bolj služijo tudi medkulturnemu dialogu in so kraj srečanja za vse prebivalce dežele neodvisno od njihove materinščine.
Med njimi sta na srednji stopnji Zvezna gimnazija in zvezna realna gimnazija za Slovence, ter Dvojezična trgovska akademija, ki se nahaja v isti stavbi. 
Poleg tega je še die Javna dvojezična ljudska šola 24 v Šentpetru ter od leta 1984 dalje otroški vrtec Sonce' (v poslopju Mladinskega doma, Mikšov drevored 4).
V Mikšovem drevoredu 4 se nahaja tudi izredno uspešna slovenska Glasbena šola na Koroškem.
Slovenske oz. dvojezične izobraževalne ustanove se poslužujejo najsodobnejših metod in pristopov s ciljem, da bi nudile bistvene podlage za osebnostni razvoj ter povečali potencial posameznikov in skupnosti za prihodnost v skupni Evropi. Posebnega pomena je središče v Mikšovem drevoredu 4, saj se v njem tudi nahaja Dijaški dom Slovenskega šolskega društva.
V Šentpetru oz v sklopu Mladinskega doma je tudi sedež izredno bogate depozitarne knjižnice Slovenska študijska knjižnica.

## Znane osebnosti
- V Šentpetru se je rodil znameniti Koroški Slovenec, fizik Jožef Stefan, ki je v mladosti pisal tudi slovenske pesmi. Po njem se imenuje Institut "Jožef Stefan" v Ljubljani.

- Rojstna hiša fizika Jožefa Stefana na Žrelški cesti 88
- Fizik in pesnik Jožef Stefan

## Proizvodnja žganja in kvasa v Limarčah
Industrijalec Siegmund Fischl je kupil eta 1891 tovarno žganja in kvasa. Po zaprtju tovarne konec 20. stoletja je ostala le še industrijska ruševina, vendar ostaja večnastropna gosposka hiša, kjer je se danes nahaja otroški vrtec. Na jugu stavbe je ostal park s starimi drevesi in z ribnikom.

## Župnije in cerkve
V okraju Šentpeter se nahajajo sledeče župnije in njihove podružnice:
- Župnija Šentpeter
  - Nova farna cerkev
  - Stara farna cerkev
- Župnija Sv Tereza
  - farna cerkev Sv. Tereze
- fara Belcenek
  - farna cerkev Belcenek
- Župnija Sv. Modesta
  - farna cerkev sv Modesta
  - cerkev Šenturh na Hrastovici

- Kristusova cerkev
- Stara cerkev v Šentpetru
- Farna cerkev Sv. Tereze
- Cerkev Jezusovega srca v Belceneku
- Modestova cerkev v naselju Fišl / Fischl
- Šenturh na Hrastovici

## Pomembne stavbe
- Dvorec Kazaze
- Dvorec Krastovica
- Dvorec Pichlern
- Dvorec Belcenek
- Dijaški dom Slovenskega šolskega društva.[10]

- Dvorec Kazaze
- Dvorec Krastovica
- Dvorec Pichlern
- Dvorec Belcenek

## Nova železniška proga
Skozi Šentpeter pelje nova železniška proga preko Golice v Gradec, ki bo verjetno dokončana leta 2018. 
- Nova železniška proga preko Golice